# Kyle Chalmers
Kyle Brett Chalmers (Adelaida, 25 de junio de 1998) es un deportista australiano que compite en natación, especialista en el estilo libre.
Participó en cuatro Juegos Olímpicos de Verano, obteniendo en total ocho medallas, tres en Río de Janeiro 2016 (oro en 100 m libre y bronce en 4 × 100 m libre y 4 × 100 m estilos), tres en Tokio 2020 (plata en 100 m libre y bronce en 4 × 100 m libre y 4 × 200 m libre), y dos de plata en París 2024, en 100 m libre y 4 × 100 m libre.
Ganó trece medallas en el Campeonato Mundial de Natación entre los años 2019 y 2025, siete medallas en el Campeonato Mundial de Natación en Piscina Corta de 2022 y cuatro medallas en el Campeonato Pan-Pacífico de Natación de 2018.
En octubre de 2021 estableció una nueva plusmarca mundial en los 100 m libre en piscina corta (44,84 s).
Estudió Psicología en la Universidad de Australia Meridional. En 2017 fue condecorado con la Medalla de la Orden de Australia (OAM).

## Palmarés internacional
| Juegos Olímpicos                    | Juegos Olímpicos        | Juegos Olímpicos  | Juegos Olímpicos      |
| Año                                 | Lugar                   | Medalla           | Prueba                |
| ----------------------------------- | ----------------------- | ----------------- | --------------------- |
| 2016                                | Río de Janeiro (Brasil) | Medalla de oro    | 100 m libre           |
| 2016                                | Río de Janeiro (Brasil) | Medalla de bronce | 4 × 100 m libre       |
| 2016                                | Río de Janeiro (Brasil) | Medalla de bronce | 4 × 100 m estilos     |
| 2020                                | Tokio (Japón)           | Medalla de plata  | 100 m libre           |
| 2020                                | Tokio (Japón)           | Medalla de bronce | 4 × 100 m libre       |
| 2020                                | Tokio (Japón)           | Medalla de bronce | 4 × 200 m libre       |
| 2024                                | París (Francia)         | Medalla de plata  | 100 m libre           |
| 2024                                | París (Francia)         | Medalla de plata  | 4 × 100 m libre       |
| Campeonato Mundial                  |                         |                   |                       |
| Año                                 | Lugar                   | Medalla           | Prueba                |
| 2019                                | Gwangju (Corea del Sur) | Medalla de oro    | 4 × 200 m libre       |
| 2019                                | Gwangju (Corea del Sur) | Medalla de plata  | 100 m libre           |
| 2019                                | Gwangju (Corea del Sur) | Medalla de plata  | 4 × 100 m libre mixto |
| 2019                                | Gwangju (Corea del Sur) | Medalla de bronce | 4 × 100 m libre       |
| 2022                                | Budapest (Hungría)      | Medalla de oro    | 4 × 100 m libre mixto |
| 2022                                | Budapest (Hungría)      | Medalla de plata  | 4 × 100 m libre       |
| 2023                                | Fukuoka (Japón)         | Medalla de oro    | 100 m libre           |
| 2023                                | Fukuoka (Japón)         | Medalla de oro    | 4 × 100 m libre       |
| 2023                                | Fukuoka (Japón)         | Medalla de oro    | 4 × 100 m libre mixto |
| 2023                                | Fukuoka (Japón)         | Medalla de bronce | 4 × 200 m libre       |
| 2023                                | Fukuoka (Japón)         | Medalla de bronce | 4 × 100 m estilos     |
| 2025                                | Singapur (Singapur)     | Medalla de oro    | 4 × 100 m libre       |
| 2025                                | Singapur (Singapur)     | Medalla de bronce | 100 m libre           |
| Campeonato Mundial en Piscina Corta |                         |                   |                       |
| Año                                 | Lugar                   | Medalla           | Prueba                |
| 2022                                | Melbourne (Australia)   | Medalla de oro    | 100 m libre           |
| 2022                                | Melbourne (Australia)   | Medalla de oro    | 4 × 50 m libre        |
| 2022                                | Melbourne (Australia)   | Medalla de oro    | 4 × 100 m estilos     |
| 2022                                | Melbourne (Australia)   | Medalla de plata  | 4 × 100 m libre       |
| 2022                                | Melbourne (Australia)   | Medalla de plata  | 4 × 200 m libre       |
| 2022                                | Melbourne (Australia)   | Medalla de plata  | 4 × 50 m libre mixto  |
| 2022                                | Melbourne (Australia)   | Medalla de bronce | 4 × 50 m estilos      |
| Campeonato Pan-Pacífico             |                         |                   |                       |
| Año                                 | Lugar                   | Medalla           | Prueba                |
| 2018                                | Tokio (Japón)           | Medalla de oro    | 100 m libre           |
| 2018                                | Tokio (Japón)           | Medalla de plata  | 4 × 100 m libre       |
| 2018                                | Tokio (Japón)           | Medalla de plata  | 4 × 200 m libre       |
| 2018                                | Tokio (Japón)           | Medalla de bronce | 4 × 100 m estilos     |